# Raphaël Jacquelin
Raphaël Jacquelin (født 8. maj 1974 i Lyon, Frankrig) er en fransk golfspiller, der (pr. september 2010) står noteret for fem sejre gennem sin professionelle karriere. Hans bedste resultat i en Major-turnering er en 13. plads, som han opnåede ved British Open i 2001.